# 尼羅河瀑布

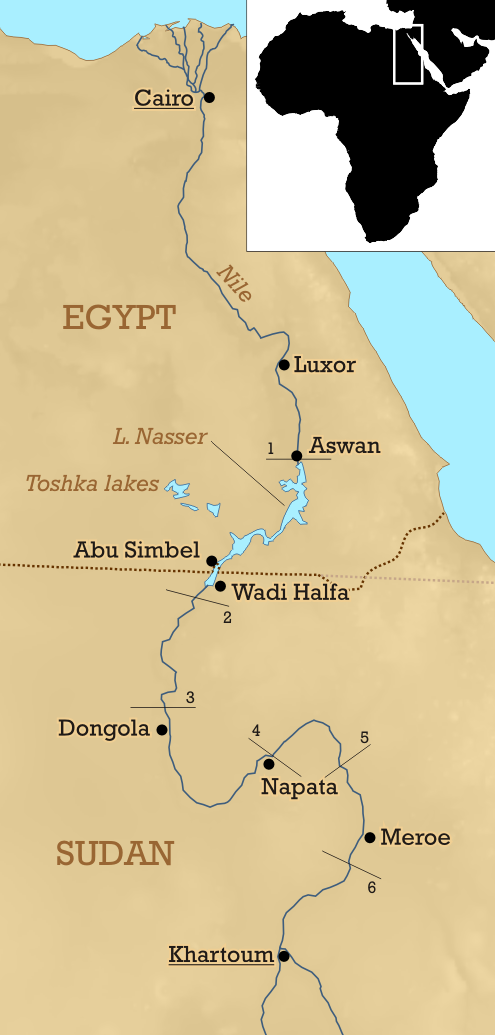
尼羅河六大瀑布

尼羅河瀑布分佈於喀土穆和阿斯旺之间，主要有六大瀑布，從北向南依次是：      
埃及境內 ： 
- 第一瀑布位於阿斯旺（24°04′41″N 32°52′41″E / 24.078°N 32.878°E）附近

苏丹境內： 
- 第二瀑布位於努比亚，现被淹没在纳赛尔湖下。（21°29′N 30°58′E / 21.48°N 30.97°E）
- 第三瀑布位於通博斯（英语：Tombos）。（19°46′N 30°22′E / 19.76°N 30.37°E）
- 第四瀑布位于马纳西尔沙漠（英语：Dar al-Manasir），自2008年起，它被淹没在麦洛维大坝之下。（18°55′N 32°22′E / 18.91°N 32.36°E）
- 第五瀑布位於尼罗河和阿特巴拉河交匯處（英语：Confluence）附近。（17°40′37″N 33°58′12″E / 17.677°N 33.970°E）
- 第六瀑布位於麦罗埃附近。（16°17′17″N 32°40′16″E / 16.288°N 32.671°E）

这些“瀑布”并非典型的瀑布，而是以浅水、急流、从河床突出的巨石、许多岩石小岛为特征。 

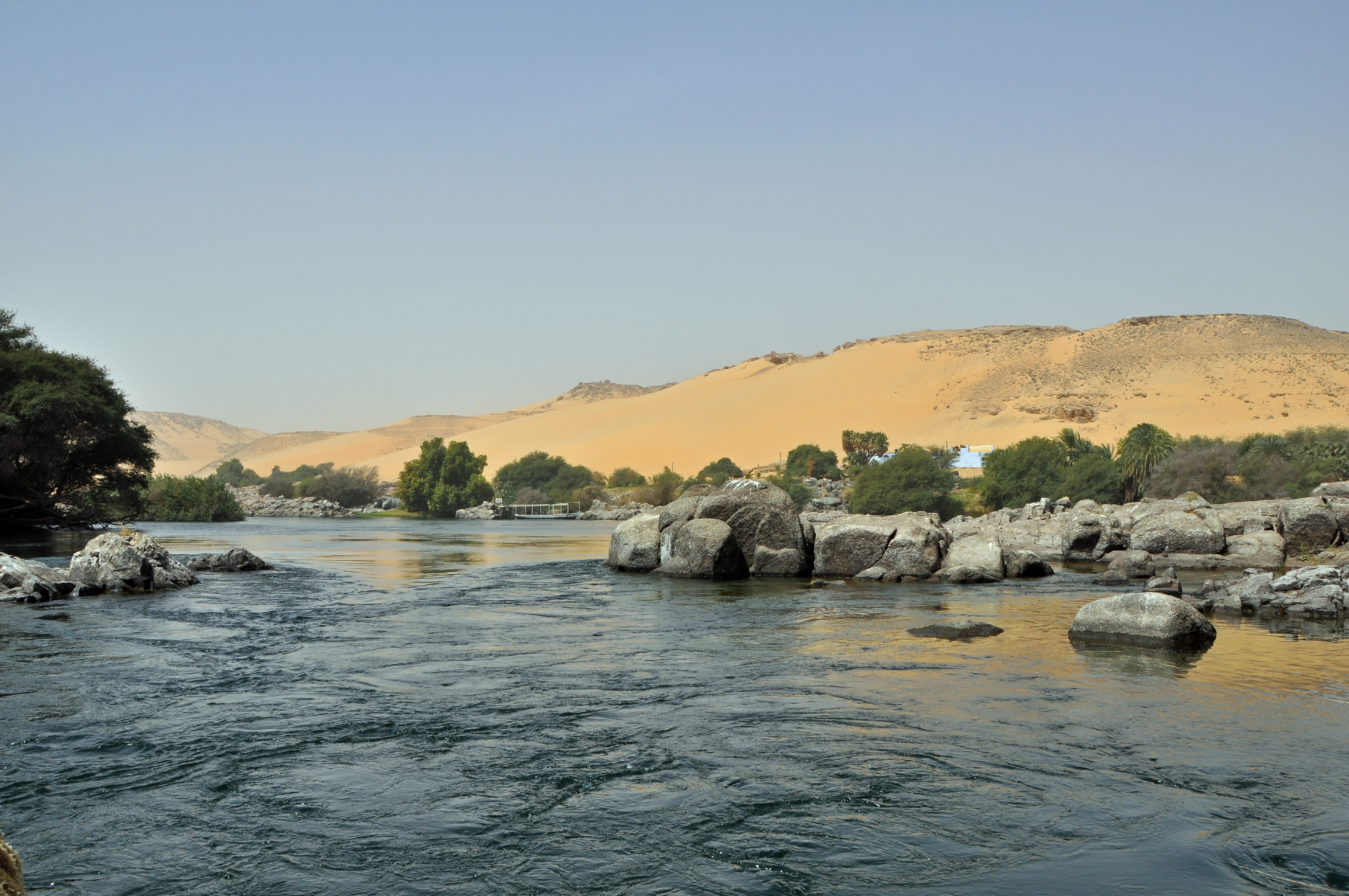
第一瀑布
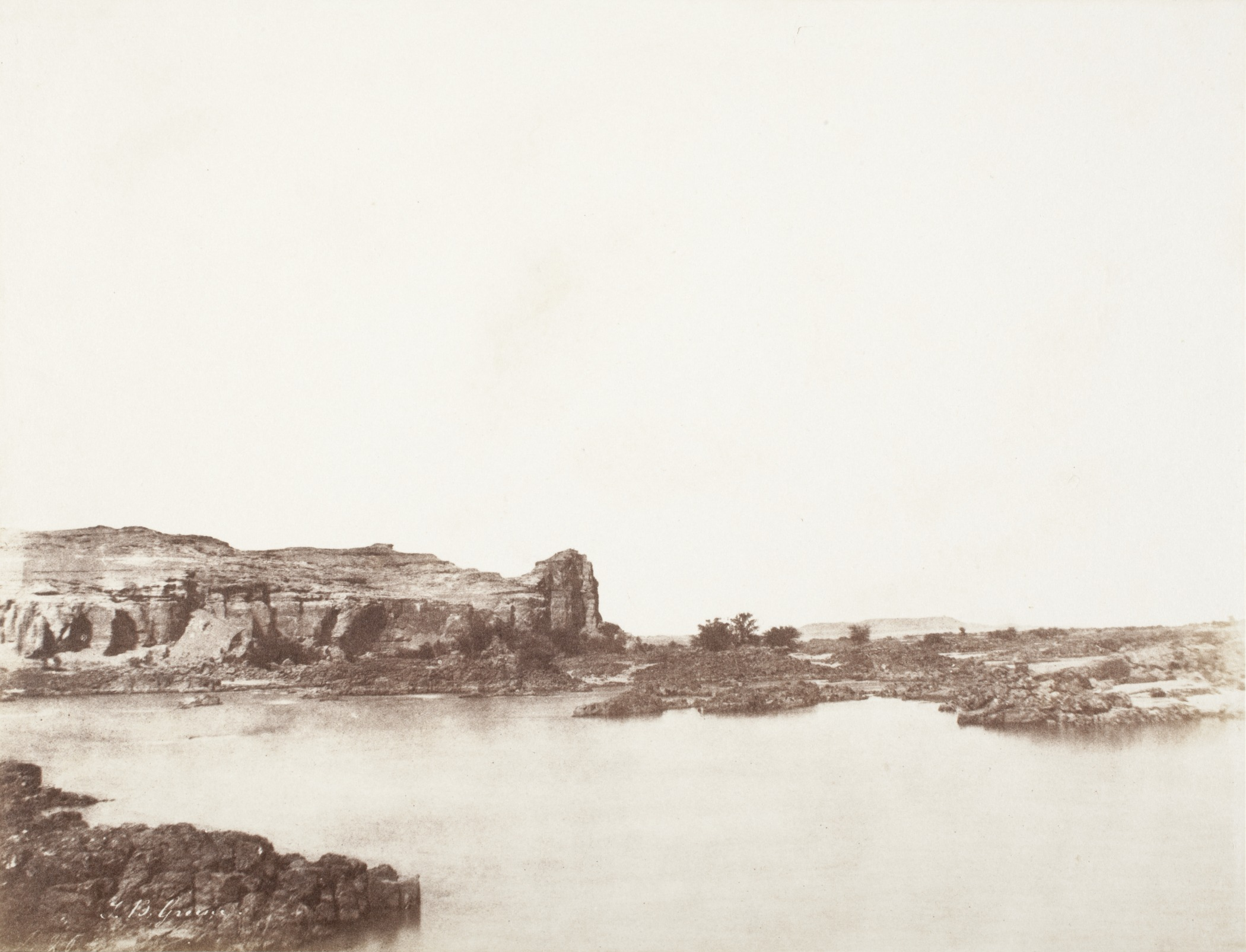
第二瀑布，1854年由约翰·比斯利·格林所拍攝
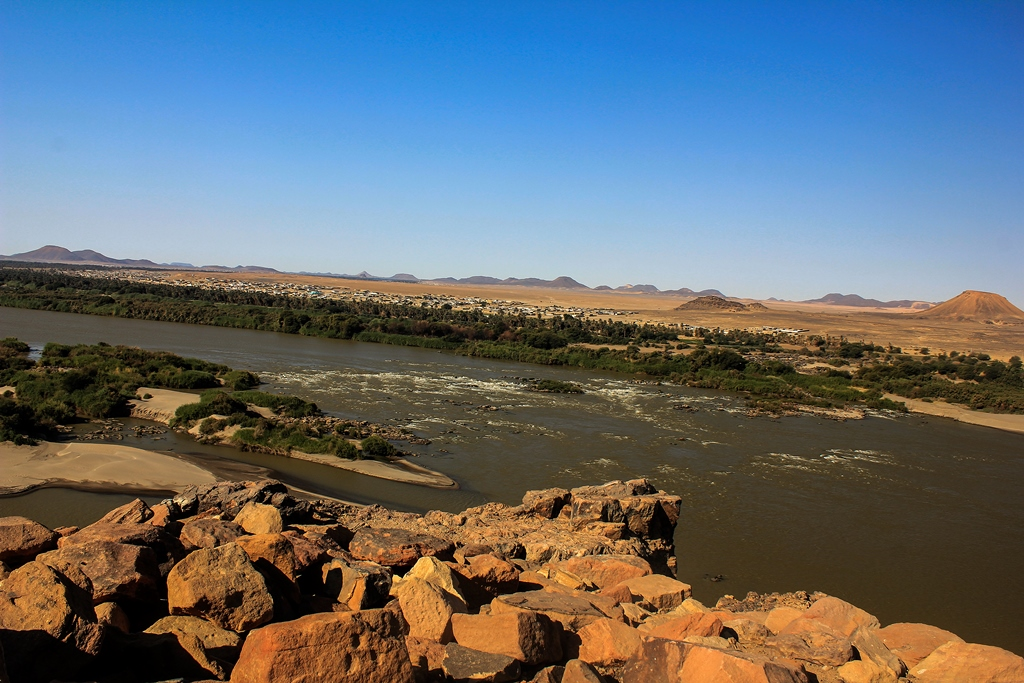
第三瀑布
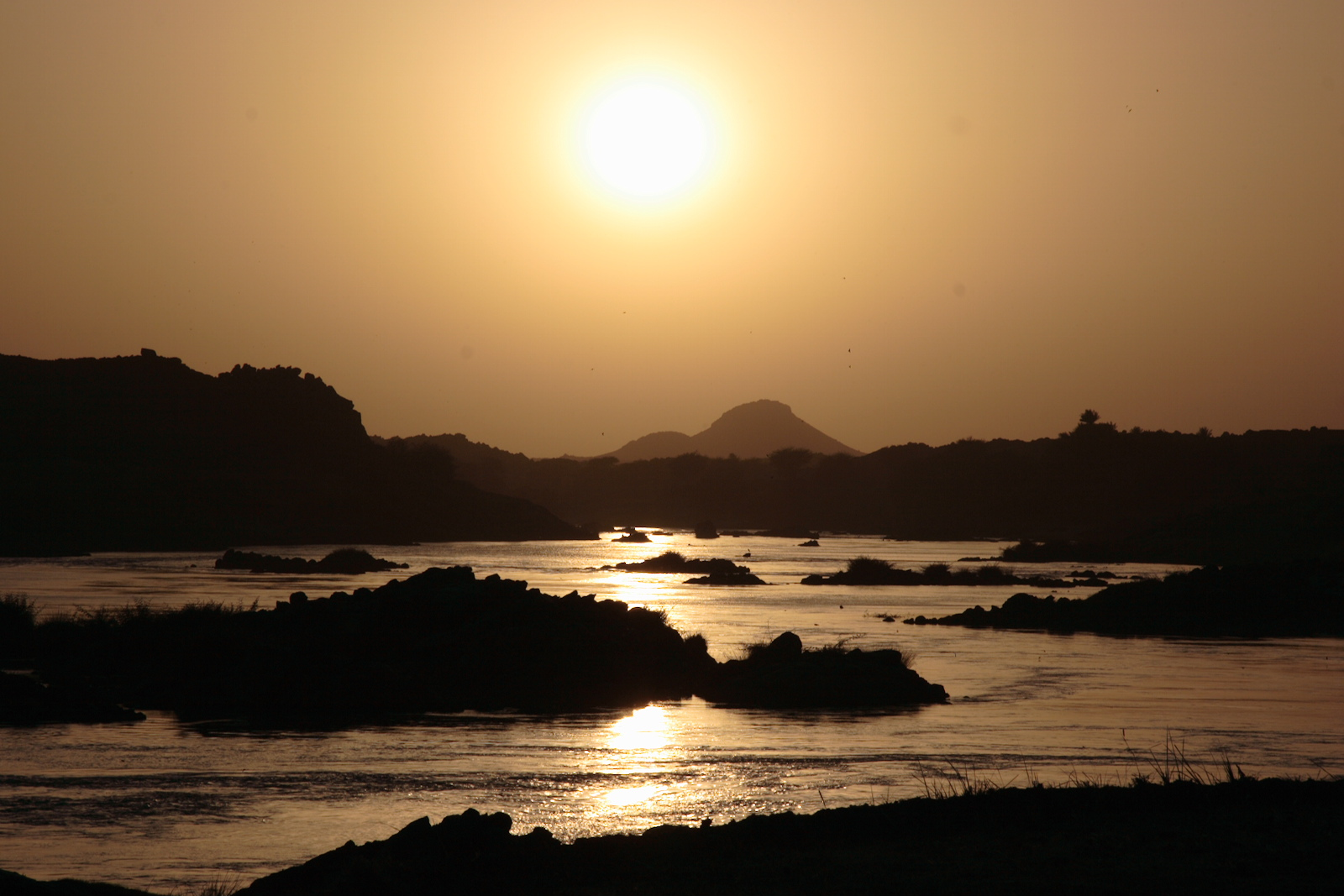
第四瀑布
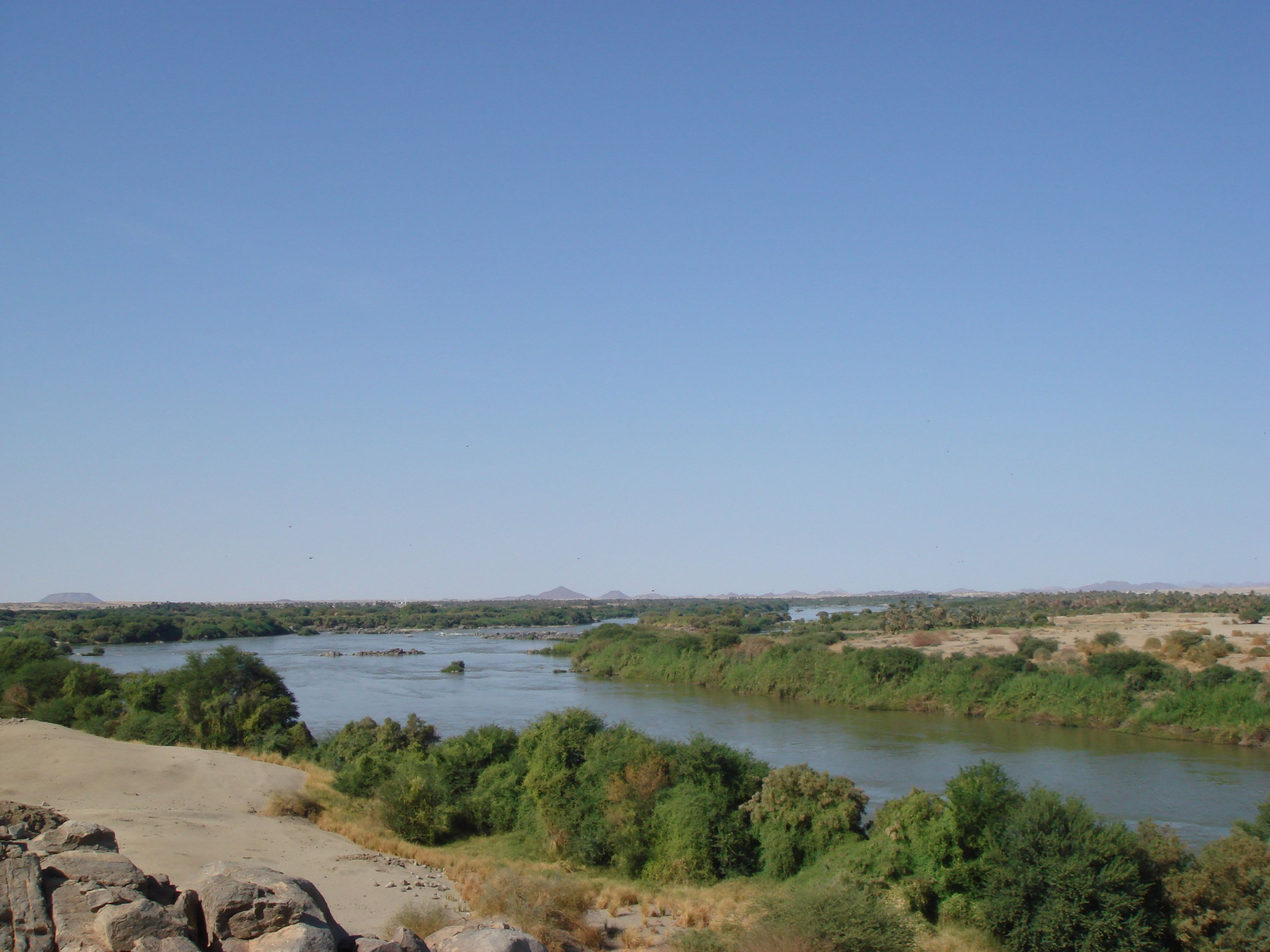
第五瀑布
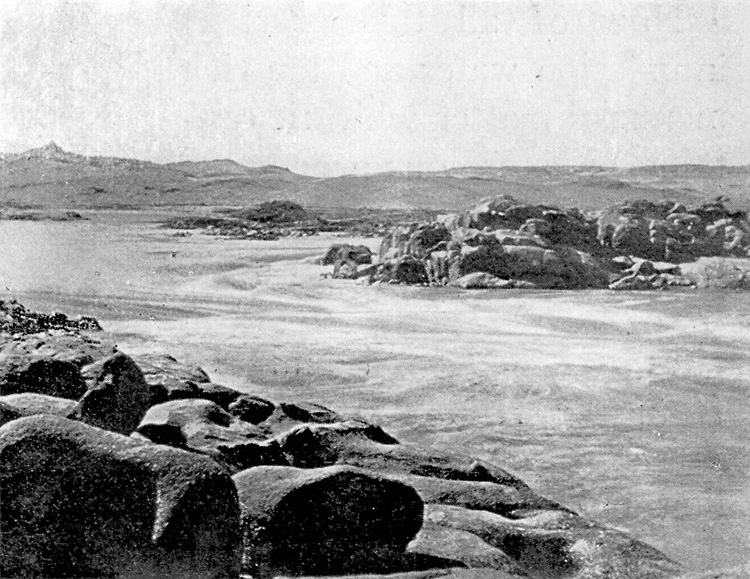
第六瀑布，1908年由亨利·莱特·哈葛德所拍攝